# Khuen-Héderváry Károly (1888–1960)
Hédervári gróf Khuen-Héderváry Károly (Zágráb, 1888. december 16. – Budapest, 1960. június 1.) magyar nagybirtokos, politikus, cserkészvezető, főrendiházi, majd felsőházi tag.

## Élete
Római katolikus vallású, nagybirtokos (a Hédervári család örököse) Khuen-Héderváry családban született, idősebb Khuen-Héderváry Károly horvát bán, később miniszterelnök és széki Teleki Margit grófnő fiaként; bátyja Khuen-Héderváry Sándor diplomata. A pozsonyi és budapesti egyetemen folytatott jogi tanulmányokat, majd utóbbi intézményben tett államtudományi államvizsgát, de elvégezte a Magyaróvárott a Gazdasági Akadémiát is. Tanulmányainak befejezése után Győr vármegyei, hédervári birtokán kezdett gazdálkodni.
Az első világháborúban a mozgósítástól 1918 februárjáig teljesített katonai szolgálatot mint tartalékos huszárfőhadnagy, harcolt orosz és román hadszíntereken is és több kitüntetést szerzett. Közben, 1916 decemberében királyi megbízólevél alapján tagja lett az országgyűlés főrendiházának. Később a felsőháznak is tagja volt, az örökös jogú főrendi családok képviselőinek egyikeként; a felsőházban jegyzői tisztséget is viselt.
Számos társadalmi és gazdasági szerveződésben viselt tagságot, egy részükben különféle tisztségeket is vállalt. 1922-től elnöke volt a Felsődunántúli Mezőgazdasági Kamarának, ugyanazon év novemberében a Magyar Cserkészszövetség vezetője és Magyarország főcserkésze lett. Ugyancsak elnöke volt a Szigetközi Ármentesító Társulatnak, alelnöke a Tisza–Duna-völgyi Társulat központi bizottságának, igazgatósági tagja az Országos Mezőgazdasági Biztosító Intézetnek és helyet foglalt az Országos Gazdasági Szakoktatási Tanácsban is. 1940-ben az Országos Mezőgazdasági Kamara elnökévé is megválasztották.